# Facultad Regional Resistencia
La Facultad Regional Resistencia dependiente de la Universidad Tecnológica Nacional de Argentina es una institución de educación superior, libre y gratuita, en la que se desarrollan las carreras de 
Ingeniería electromecánica, Ingeniería en Sistemas de la Información, Ingeniería Química y Licenciatura en Administración Rural como carreras de grado, además de la Tecnicatura Universitaria en Programación y la Tecnicatura Universitaria en Seguridad Vial, ambas de pregrado y la Licenciatura en Tecnología Educativa como carrera de articulación.
Asimismo, esta, ofrece tanto a sus estudiantes y graduados, como a la comunidad en general, cursos de capacitación y/o formación continua (posgrados).
Cabe agregar que la Facultad ofrece también a empresarios, instituciones y/o particulares los servicios de los grupos especialmente destacados para tal fin.

## Historia
Fue fundada el 29 de septiembre de 1960, con la sanción de la ley 15.599, que corresponde a la creación de la Regional Resistencia de la Universidad Tecnológica Nacional, cuya autoría corresponde a Don Victorino Gutiérrez.
El Consejo Superior de la Universidad, aprobó en marzo la Resolución N.º 223, que autorizaba la puesta en marcha del curso de ingreso obligatorio para bachilleres y maestros, así como el ingreso directo de los egresados de las Escuelas Técnicas Nacionales como aspirantes a la carrera de Ingeniería Mecánica de la UTN, convirtiéndose así esta, en la primera Carrera de Ingeniería de la Facultad.
Durante sus inicios, la facultad compartía el establecimiento con la Escuela Normal Sarmiento, hasta la inauguración de su actual edificio, en 1965.
Actualmente, cuenta con un edificio propio, ubicado en la calle French 414, y un edificio anexo ubicado en French 802. También en su edificio funciona la radio universitaria, de la Red de emisoras tecnológicas de la UTN

### Cronología de sus carreras
La primera carrera que se dictó en la facultad, fue de Ingeniería Mecánica en su inicio en 1962, teniendo en 1968 los primeros graduados de la institución. En 1970, la carrera de Mecánica, es reemplazada por la de Ingeniería electromecánica; en virtud de la instalación de grandes centrales hidroeléctricas y de extensos y complejos sistemas de transmisión y distribución de energía.
En 1972, se organiza en el Chaco el Centro de Informática de la Provincia, el cual absorbió a la Dirección de Compilación Mecánica de Casa de Gobierno. Para su desarrollo se contrató a la empresa IBM, que debía instalar un  Computador IBM 360 modelo 20 primero y luego una modelo 25; consecuentemente, para operar las máquinas se debía entrenar al personal técnico necesario.
Ante la realidad que exigía la formación de profesionales que cubrieran demandas de esa naturaleza, se abrió la carrera a término de Analista de sistemas, cuya duración era de cuatro años e involucró a personas de diferentes edades, ya que se inscribieron a esta carrera jóvenes que habían finalizado el secundario en el ’72 y personas de mayor edad que trabajaban como funcionarios de organismos oficiales y otros.
El inicio de Analista de Sistemas la nutrió de una gran cantidad de alumnos, pues se inscribieron más de un centenar de aspirantes, entre las que se encontraban un buen número de mujeres, cosa un tanto extraña en una facultad casi exclusivamente formada por hombres.
A fines del ’77 la carrera de Analista de Sistemas se cerró y no se volvió a abrir otra cohorte hasta 1984, donde asumió el nombre de Analista Universitario de Sistemas.
En 1981 apenas veinte años después del inicio de las actividades, hace su aparición la Especialización en Higiene y Seguridad.
El 20 de septiembre de 1984 se crea la carrera de Ingeniería en Sistemas de la Información (ISI), según ordenanza N.º 470. 
En 1989 las autoridades resuelven crear la carrera de Ingeniería Química, luego que un estudio realizado en la región estableció su factibilidad, ya que la única carrera afín en aquel momento era la de Agroindustrias que se desarrollaba –y continúa desarrollándose– en Presidencia Roque Sáenz Peña.
En 1990, surge el primer Curso de Posgrado en Gestión Empresarial para Ingenieros. Cuatro años después se propuso y obtuvo la aprobación de su transformación en Carrera de Especialización en Ingeniería Gerencial, la que hasta la actualidad se sigue dictando.
En 1994, el Consejo Superior de la UTN aprobó la Ordenanza 761 por la que se crea la carrera de Licenciatura en Administración Rural (LAR).
En 2003, se crea la Licenciatura en Tecnología Educativa, la cual ofrece un panorama de los problemas de la Gestión Académica, de la Pedagogía Universitaria y de los nuevos aportes que la Tecnología ha hecho a la Educación, para quienes poseen títulos de Profesor Superior no universitario o Títulos Universitarios de otras disciplinas.
Luego de iniciarse las tratativas en 2005, comienza a dictarse la Maestría en Ingeniería de Software, mediante un convenio entre la Facultad Regional Resistencia de UTN, las Facultades de Ciencias Exactas y Naturales y Agrimensura de la UNNE, y de Informática de la UNLP, con el objetivo de favorecer el desarrollo de tales estudios de posgrado en el NEA

### Carreras Actuales
- Ingeniería Química (IQ)
- Ingeniería en Sistemas de la Información (ISI)
- Ingeniería electromecánica (IEM)
- Licenciatura en Administración Rural (LAR)
- Licenciatura en Tecnología Educativa
- Tecnicatura Superior en Programación
- Tecnicatura Superior en Seguridad Vial
- Tecnicatura Superior en Resolución de conflictos
- Tecnicatura Universitaria en Mecatrónica